# Schoenoplectus muriculatus
Schoenoplectus muriculatus är en halvgräsart som först beskrevs av Georg Kükenthal, och fick sitt nu gällande namn av J. Browning. Schoenoplectus muriculatus ingår i släktet sävsläktet, och familjen halvgräs. Inga underarter finns listade i Catalogue of Life.